# (12379) Thulin
(12379) Thulin (1994 PQ11) – planetoida z pasa głównego asteroid okrążająca Słońce w ciągu 4,45 lat w średniej odległości 2,71 j.a. Odkryta 10 sierpnia 1994 roku.